# Kleverpark
Kleverpark, ook wel Kleverparkbuurt genoemd, is een buurt in de Haarlemse wijk Ter Kleefkwartier in stadsdeel Haarlem-Noord.
Voor de Kleverparkbuurt was eind 19de eeuw een stedenbouwkundig plan gemaakt, daarbij werd er ook van uitgegaan om een tramlijn van Haarlem naar Bloemendaal aan te leggen. Dit valt nu nog te zien aan het centrale parkgebied aan de Kleverparkweg, waarbij de gevels aan beide kanten onder andere gespiegeld zijn. Met de bouw van de buurten werd rond 1900 daadwerkelijk begonnen. De buurt werd opgezet voor de hogere (midden)klasse, alhoewel er ook arbeiderswoningen verrezen in de binnenstraten van de buurt. Aan het water bij de Schotersingel zijn voornamelijk wel herenhuizen gebouwd.
Buiten de woonbebouwing verrezen ook diverse gebouwen met andere functies voor de bevolking van de buurten zoals kerken en winkels. Ook zijn in deze buurten de Heilige Hartkerk aan de Kleverparkweg en het voormalig gebouw van het Sint Johannes de Deoziekenhuis aan de Maerten van Heemskerckstraat. Het voormalig ziekenhuisterrein is afgelopen decennium ontwikkeld tot een nieuwe woonbuurt in Kleverpark.
Sinds 2016 is onder andere de Kleverparkbuurt een Rijksbeschermd stadsgezicht, sinds 1990 was de noordelijke bebouwing langs de Schotersingel al beschermd, van dit beschermd stadsgezicht maakte het voormalig Leprozenhuis, Het Dolhuys ook uit.
De buurt is voor statistische doeleinden opgesplitst in Kleverparkbuurt-noord en Kleverparkbuurt-zuid. Noord kent zo'n 2.525 inwoners en Zuid zo'n 2.839 inwoners. De buurten worden in het noorden begrensd door de Kleverlaan, Saenredamstraat en de Ripperdasingel om de Ripperdakazerne, in het oosten door de Velserstraat en de Maerten van Heemskerckstraat in het zuiden door de Schotersingel en de spoorbaan van de Kennemerlijn. en in het westen vormt de opnieuw de spoorbaan de grens. De grens tussen de twee buurten wordt bepaald door de Velserstraat, Kleverparkweg en Kleverparkstraat.